# Liga Colombiana de Futsal
La Liga Colombiana de Futsal, conocida como Liga BetPlay Futsal FCF por motivos comerciales, es un torneo de índole invitacional de fútbol sala existente en Colombia que comenzó su actividad en el año 2011 y es organizado por la Federación Colombiana de Fútbol (FCF).

## Antecedentes
En 1997 el técnico y dirigente bogotano; licenciado Diego Morales, exentrenador de microfútbol, se propuso crear en Colombia una liga profesional de fútbol sala, un deporte que con el aval de la FIFA comenzó a desarrollarse a comienzos de los 90.
En 2001, convenció a los dirigentes de la Federación Colombiana de Fútbol para que estudiaran el tema y en 2003, con el apoyo de Álvaro González Alzate, presidente de la Difútbol, y Eduardo Méndez, entonces presidente del Independiente Santa Fe, crearon la "Comisión Nacional de Fútbol Sala", que se encargó de organizar las ligas departamentales y de preparar las selecciones nacionales que participarían en los diferentes torneos del ciclo olímpico, siendo la Copa América de Futsal 2003, celebrada en Paraguay, el primer certamen para una selección nacional de esta disciplina.
Hasta que en el año 2011 apareció la empresa privada Go Sports, liderada por Mauricio Correa, que consiguió un importante patrocinio y sentó las bases para la liga.

## Historia
Contaba en sus inicios con el patrocinio de Cementos Argos, por lo que era denominada como Liga Argos Futsal, y la participación de 12 equipos de 11 ciudades del país y el campeón o campeones, ya que se disputan dos torneos por temporada, representan a Colombia en la Copa Libertadores de Futsal, Zona Norte; torneo organizado por la Confederación Suramericana de Fútbol (Conmebol), por lo cual todos los aspectos técnicos y deportivos son regulados por el reglamento FIFA. La proyección de la Liga está contemplada a cuatro años durante los cuales se espera llegar a tener un total de 16 equipos de las ciudades más importantes de Colombia. 
A partir del año 2016, debido a la desaparición de los torneos de zona para unificar todos los países de Conmebol en un solo torneo sudamericano de futsal, los campeones de los dos torneos del año anterior se enfrentaban en partidos de ida y vuelta, en el marco de un torneo llamado Superliga Argos Fútsal; el ganador de esta Superliga representaba a Colombia en la Copa Libertadores de Futsal de ese año. Si un equipo quedaba campeón en los dos torneos del año, se le proclamaba de manera automática campeón de la Superliga. 
En el 2018, la liga se convirtió en la Primera Categoría del futsal profesional colombiano; los 4 equipos que terminaran últimos en la reclasificación general del año, sumando el puntaje obtenido en los dos torneos en fase regular, descendían a Segunda Categoría o Torneo Nacional de Futsal, torneo eliminado en 2019 debido a una serie de reformas implantadas por la FCF, al retirarse Cementos Argos como patrocinador oficial de los torneos profesionales de fútbol sala.

## Sistema de juego
Se juegan dos torneos en el año, uno en cada semestre coronando en cada versión un campeón:
- I Fase (Fase de grupos): Se jugará por el sistema de todos contra todos, con la particularidad que en la Liga BetPlay Fútsal FCF I-2022 se disputarán los encuentros de ida y en la Fase I (Grupos) de Liga BetPlay Fútsal FCF II-2022 se jugarán los partidos de vuelta.
- II Fase (Octavos de final): A los octavos de final avanzarán los 4 primeros equipos de cada grupo. Los enfrentamientoss se darán en un ordenamiento de acuerdo a la tabla de reclasificación de la I Fase y se jugarán partidos de ida y vuelta.
- III Fase (Cuartos de final): A los cuartos de final avanzarán los 8 equipos ganadores de las llaves de octavos. Los partidos de igual manera se disputarán a ida y vuelta.
- IV Fase (Semifinal): A las semifinales avanzarán los 4 equipos ganadores de las llaves de cuartos. Los partidos de igual manera se disputarán a ida y vuelta.
- V Fase (Final): A gran final avanzarán los 2 equipos ganadores de las llaves de semifinales. Los partidos de igual manera se disputarán a ida y vuelta.

Para el año 2013 debido a la ampliación de los cupos y la destacada actuación de la Selección Colombia en el Mundial de Tailandia, se hizo más exigente el sistema acomodando los equipos en dos octagonales en una primera fase todos contra todos de ida y vuelta. Los dos primeros del grupo A y B jugarán semifinales de la siguiente manera: el primero del A contra el segundo del B y el primero del B contra el segundo del A, eliminando así la ronda de Segunda fase.
En el primer torneo del año 2014 regresa la ronda de Segunda fase al torneo para los 16 equipos, los cuales quedan divididos en Cuatro (4) grupos (A, B, C y D) clasificando los dos primeros de cada grupo a esta instancia. Para el segundo torneo de ese año quedan los dos grupos de 8 equipos nuevamente. Para la Temporada 2015, debido al aumento de equipos participantes, cada uno de los cuatro grupos queda conformado por 5 equipos. En el segundo semestre de 2015 queda conformada la liga con 18 equipos en tres (3) grupos de seis (6) cada uno. En la temporada 2017 se instituye la Segunda División de fútbol sala en Colombia, llamándose Torneo Nacional de Futsal, donde se decreta que, a partir de este año, los 4 últimos de la reclasificación general descenderán a esta categoría que inicia actividad el año siguiente. Para la temporada 2018, participan 20 equipos divididos en 2 grupos, donde clasifican a play-offs los 4 primeros de cada grupo.
Debido al término y no renovación del contrato de patrocinio de Cementos Argos con la Federación Colombiana de Fútbol (FCF) a finales de 2018, se hicieron reformas para el torneo del 2019; entre las más importantes, la desaparición de la Segunda División o Torneo Nacional de Fútsal, llevando a un aumento en el número de participantes en la otrora Primera División, ahora llamada Liga Nacional de Futsal FCF, de 20 a 30 equipos divididos en 4 grupos, clasificando los cuatro primeros de cada grupo a octavos de final en llaves de ida y vuelta, clasificando el ganador de la serie a cuartos de final y así sucesivamente hasta llegar a la Final. Otro cambio importante fue la reducción de dos a un solo torneo en el año, ya que la FCF asumió directamente el patrocinio del torneo.
La edición 2020 se suspendió por la pandemia de COVID-19 en Colombia y la 2021 se aplazó hasta finales de noviembre; para está edición se redujo el número de participantes de 30 a 24, se retiraron 6 ya sea por problemas económicos, o por inscribirse en la Primera C para tener actividad en el fútbol 11, en esta edición los 24 equipos se dividirán en 6 grupos de 4 equipos, los primeros de cada grupos junto con los 2 mejores segundos van a jugar cuartos de final a partido único en la casa del mejor clasificado, en las semifinales se jugaran a partido único y en cancha neutral, también la final se jugará en cancha neutral a único partido.
En la edición 2022 el número de equipos aumentó de 24 a 32 equipos, en esta ocasión los equipos se dividieron en 4 grupos de 8 equipos, los 4 primeros clasifican a 8° de final, a partir de 8° de final hasta la final los partidos se jugarán en ida y vuelta.
El 2025 marcó el regreso de los torneos anuales, se desconoce si se repetirá para ediciones futuras.

## Equipos participantes 2023-I
Para la temporada 2023-I, 32 equipos participan en el torneo.
| Equipo                   | Departamento              | Ciudad               | Coliseo                                        |
| ------------------------ | ------------------------- | -------------------- | ---------------------------------------------- |
| Academia Central Cajicá  | Cundinamarca              | Cajicá               | Coliseo Fortaleza de Piedra                    |
| Alianza Tolima           | Tolima                    | Venadillo            | Coliseo Central de Venadillo                   |
| Atl. Cauca               | Cauca                     | Popayán              | Complejo Deportivo Popayán                     |
| Atl. Santander           | Santander                 | Bucaramanga          | Coliseo Bicentenario                           |
| Baby Soccer              | Tolima                    | Chaparral            | Coliseo Mayor de Chaparral                     |
| Barranquilla FC          | Atlántico                 | Barranquilla         | Coliseo Sugar Baby Rojas                       |
| Barranquilleros          | Atlántico                 | Barranquilla         | Coliseo Sugar Baby Rojas                       |
| Buenaventura Fútsal      | Valle del Cauca           | Buenaventura         | Coliseo Roberto Lozano Batalla                 |
| CORPRODEP Mosquera       | Cundinamarca              | Mosquera             | Coliseo Municipal de Mosquera                  |
| D'Martín                 | Cundinamarca              | Madrid               | Coliseo Cubierto de Madrid                     |
| Deportivo Meta H&H       | Meta                      | Villavicencio        | Coliseo UNILLANOS Barcelona                    |
| Deportivo Sanpas         | Boyacá                    | Tunja                | Coliseo IRDET                                  |
| El Carmen de Viboral     | Antioquia                 | El Carmen de Viboral | Coliseo de El Carmen de Viboral                |
| Es Fútsal                | Risaralda Valle del Cauca | Dosquebradas Cartago | Coliseo de Dosquebradas Coliseo Óscar Figueroa |
| Estrellas del Deporte    | Norte de Santander        | Cúcuta               | Coliseo Toto Hernández Coliseo UFPS            |
| Fund. Inter de Cartagena | Bolívar                   | Cartagena de Indias  | Coliseo Rocky Valdez                           |
| Fútsal Rionegro          | Antioquia                 | Rionegro             | Coliseo Iván Ramiro Córdoba                    |
| Gremio Samario           | Magdalena                 | Santa Marta          | Coliseo Mayor de Santa Marta                   |
| ICSIN                    | Valle del Cauca           | Yumbo                | Coliseo Carlos Alberto Bejarano                |
| Ind. Barranquilla        | Atlántico                 | Barranquilla         | Coliseo Sugar Baby Rojas                       |
| Leones de Nariño         | Nariño                    | Pasto                | Coliseo Sergio Antonio Ruano                   |
| Leones FC                | Antioquia                 | Itagüí               | Coliseo El Cubo de Itagüí                      |
| Lyon de Cali             | Valle del Cauca           | Cali                 | Coliseo Mariano Ramos                          |
| Oriente Cúcuta           | Norte de Santander        | Cúcuta Pamplona      | Coliseo Toto Hernández Coliseo Chepe Acero     |
| Real Antioquia           | Antioquia                 | Apartadó             | Coliseo Antonio Roldán                         |
| Real Bucaramanga         | Santander                 | Bucaramanga          | Coliseo Bicentenario Coliseo UNAB              |
| Sabaneros                | Sucre                     | Sincelejo            | Polideportivo de Las Delicias                  |
| Sport Team Club          | Bogotá                    | Bogotá               | Coliseo Cayetano Cañizares Coliseo CEFE Tunal  |
| Tigres del Quindío       | Quindío                   | Circasia             | Coliseo Municipal de Circasia                  |
| U. de Manizales          | Caldas                    | Palestina            | Coliseo Municipal de Palestina                 |
| U. Sergio Arboleda       | Bogotá                    | Bogotá               | Coliseo Cayetano Cañizares                     |
| Utrahuilca               | Huila                     | Neiva                | Coliseo Álvaro Sánchez Silva                   |

## Historial de campeones
| Año                     | Campeón(*)                                         | Subcampeón                                         |
| Liga Argos Futsal       | Liga Argos Futsal                                  | Liga Argos Futsal                                  |
| ----------------------- | -------------------------------------------------- | -------------------------------------------------- |
| 2011-I Detalles         | Club Deportivo Lyon (1) · Valle del Cauca          | Uniautonoma F.C. · Atlántico                       |
| 2011-II Detalles        | Club Deportivo Lineal (1) · Caldas                 | Club Deportivo Meta · Meta                         |
| 2012-I Detalles         | Rionegro Águilas (1) · Antioquia                   | Club Deportivo Lyon · Valle del Cauca              |
| 2012-II Detalles        | Atlético Huila (1) · Huila                         | Deportivo Sanpas · Boyacá                          |
| 2013-I Detalles         | Rionegro Águilas (2) · Antioquia                   | Club Deportivo Lyon · Valle del Cauca              |
| 2013-II Detalles        | Rionegro Futsal (1) · Antioquia                    | Rionegro Águilas · Antioquia                       |
| 2014-I Detalles         | Club Deportivo Meta (1) · Meta                     | Real Bucaramanga · Santander                       |
| 2014-II Detalles        | Real Bucaramanga (1) · Santander                   | Cóndor Sport Life · Bogotá, D. C.                  |
| 2015-I Detalles         | Real Bucaramanga (2) · Santander                   | Rionegro Águilas · Antioquia                       |
| 2015-II Detalles        | Rionegro Futsal (2) · Antioquia                    | Club Deportivo Lyon · Valle del Cauca              |
| 2016-I Detalles         | Real Antioquia (1) · Antioquia                     | Club Deportivo Lyon · Valle del Cauca              |
| 2016-II Detalles        | Real Bucaramanga (3) · Santander                   | Atlético Dorada · Caldas                           |
| 2017-I Detalles         | Real Antioquia (2) · Antioquia                     | Alianza Platanera · Antioquia                      |
| 2017-II Detalles        | Leones de Nariño (1) · Nariño                      | Real Antioquia · Antioquia                         |
| 2018-I Detalles         | Alianza Platanera (1) · Antioquia                  | Itagüí Leones · Antioquia                          |
| 2018-II Detalles        | Alianza Platanera (2) · Antioquia                  | Leones de Nariño · Nariño                          |
| Liga Nacional de Futsal |                                                    |                                                    |
| 2019 Detalles           | Alianza Platanera (3) · Antioquia                  | Universidad de Manizales · Caldas                  |
| 2020                    | No se realizó por pandemia de COVID-19 en Colombia | No se realizó por pandemia de COVID-19 en Colombia |
| Liga BetPlay Fútsal     |                                                    |                                                    |
| 2021 Detalle            | Deportivo Meta (2) · Meta                          | ICSIN · Valle del Cauca                            |
| 2022-I Detalle          | Real Antioquia (3) · Antioquia                     | Sabaneros FC · Sucre                               |
| 2022-II Detalle         | Leones de Nariño (2) · Nariño                      | Estrellas del Deporte · Norte de Santander         |
| 2023-I Detalle          | Sport Team Club (1) · Bogotá, D. C.                | Sabaneros FC · Sucre                               |
| 2023-II Detalle         | Independiente Barranquilla (1) · Atlántico         | Estrellas del Deporte · Norte de Santander         |
| 2024-I Detalle          | Club Deportivo Meta (3) · Meta                     | Club Deportivo Lyon · Valle del Cauca              |
| 2024-II Detalle         | Sabaneros FC (1) · Sucre                           | Atlético Dorada · Caldas                           |

## Palmarés

### Títulos por equipo
| Club                       | Títulos | Subcampeón | Años campeón             | Años subcampeón                         |
| -------------------------- | ------- | ---------- | ------------------------ | --------------------------------------- |
| Club Deportivo Meta        | 3       | 1          | 2014-I, 2021-I, 2024-I   | 2011-II                                 |
| Real Bucaramanga           | 3       | 1          | 2014-II, 2015-I, 2016-II | 2014-I                                  |
| Alianza Platanera          | 3       | 1          | 2018-I, 2018-II, 2019    | 2017-I                                  |
| Real Antioquia             | 3       | 1          | 2016-I, 2017-I, 2022-I   | 2017-II                                 |
| Águilas Doradas            | 2       | 2          | 2012-I, 2013-I           | 2013-II, 2015-I                         |
| Leones de Nariño           | 2       | 1          | 2017-II, 2022-II         | 2018-II                                 |
| Rionegro Futsal            | 2       | 0          | 2013-II, 2015-II         |                                         |
| Club Deportivo Lyon        | 1       | 5          | 2011-I.                  | 2012-I, 2013-I, 2015-II, 2016-I, 2024-I |
| Club Deportivo Lineal      | 1       | 0          | 2011-II                  |                                         |
| Utrahuilca Huila futsal    | 1       | 0          | 2012-II                  |                                         |
| Sport Team Club            | 1       | 0          | 2023-I                   |                                         |
| Independiente Barranquilla | 1       | 0          | 2023-II                  |                                         |
| Sabaneros FC               | 1       | 2          | 2024-II                  | 2022-I, 2023-I                          |
| Atlético Dorada            | 0       | 2          |                          | 2016-II, 2024-II                        |
| Estrellas del Deporte      | 0       | 2          |                          | 2022-II, 2023-II                        |
| Uniautonoma F.C.           | 0       | 1          |                          | 2011-I                                  |
| Sanpas                     | 0       | 1          |                          | 2012-II                                 |
| Cóndor Sport Life          | 0       | 1          |                          | 2014-II                                 |
| Itagüi Leones              | 0       | 1          |                          | 2018-I                                  |
| Universidad de Manizales   | 0       | 1          |                          | 2019                                    |